# Sidalcea hirtipes
Sidalcea hirtipes är en malvaväxtart som beskrevs av C. L. Hitchcock. Sidalcea hirtipes ingår i släktet axmalvor, och familjen malvaväxter. Inga underarter finns listade i Catalogue of Life.

## Bildgalleri

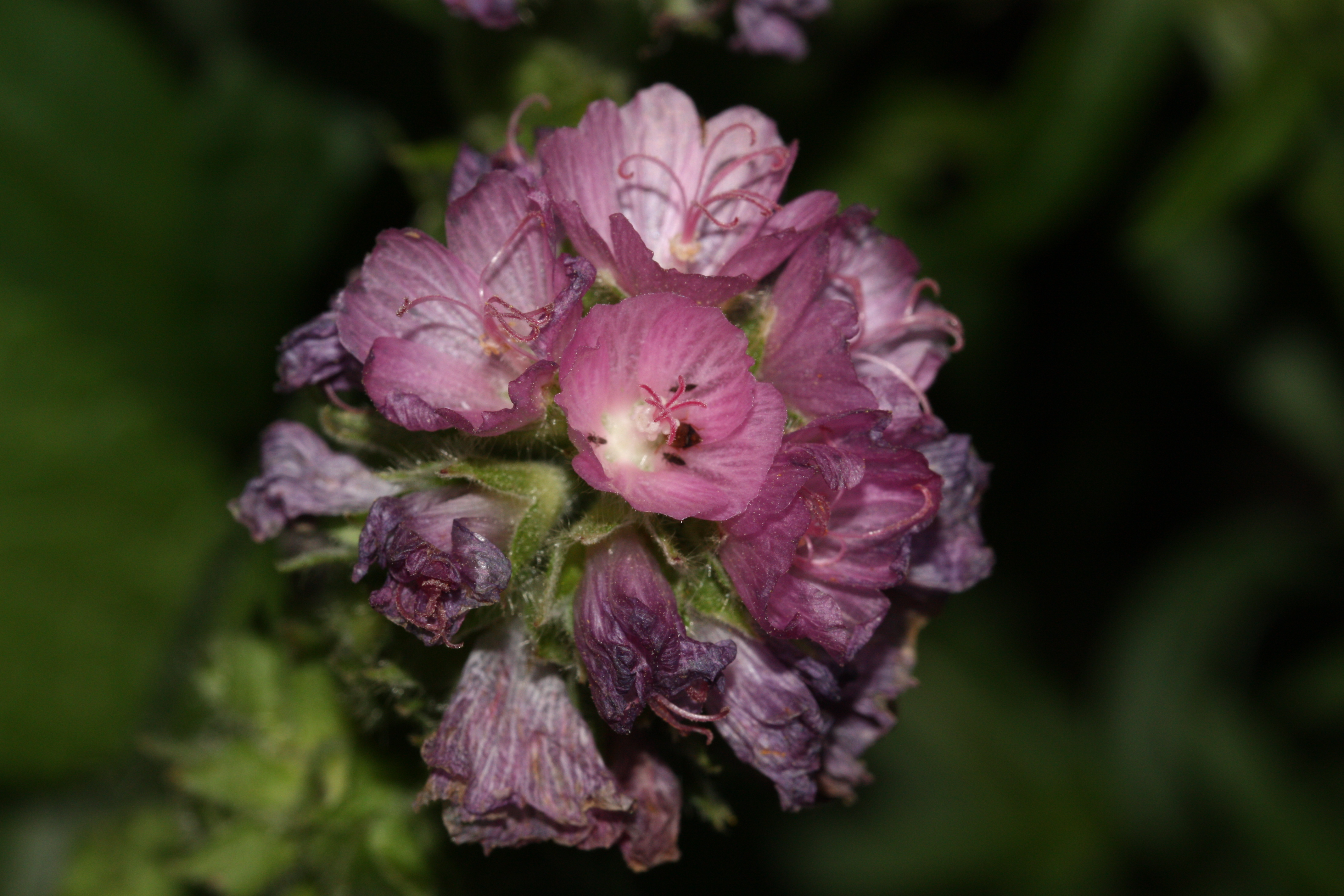
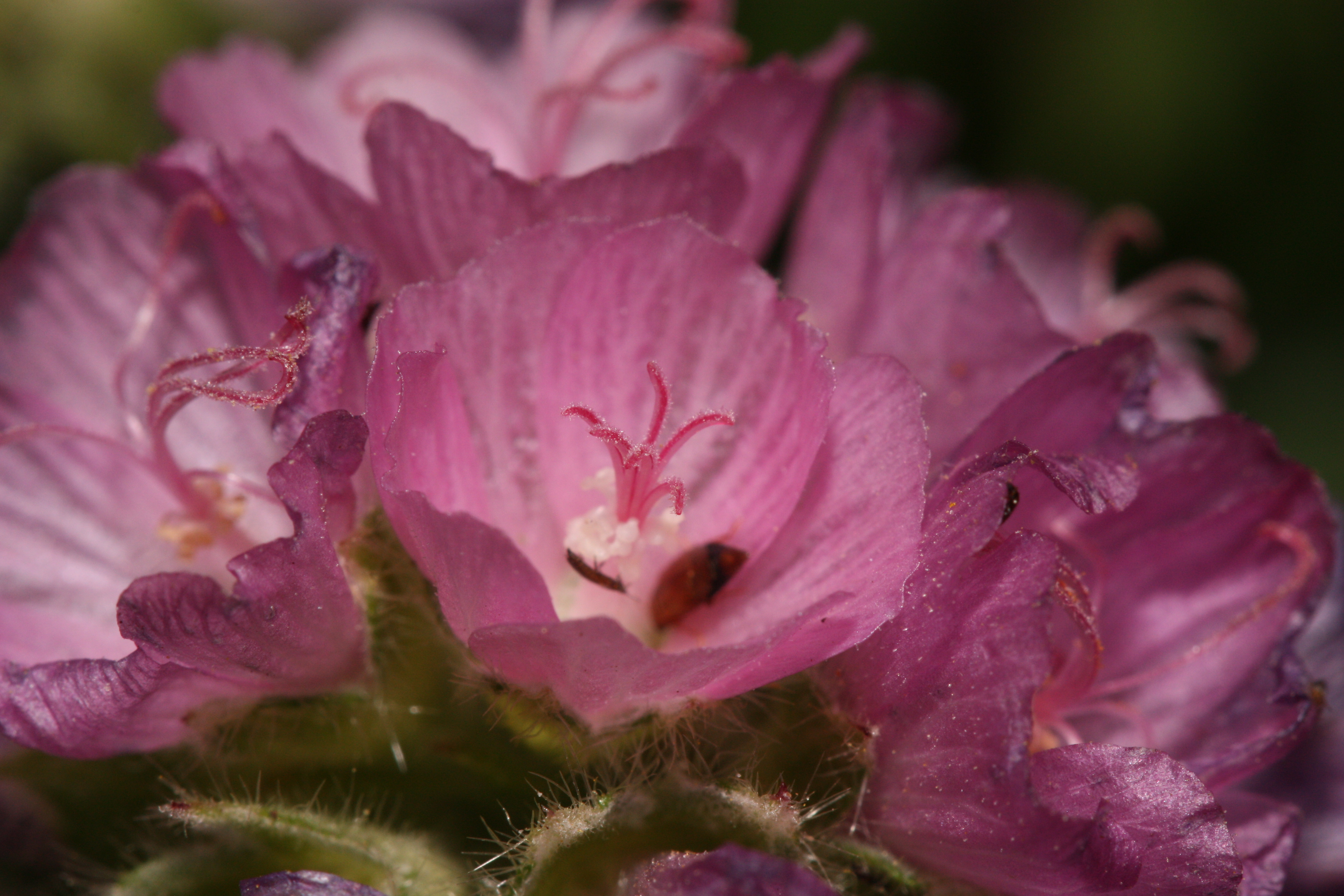
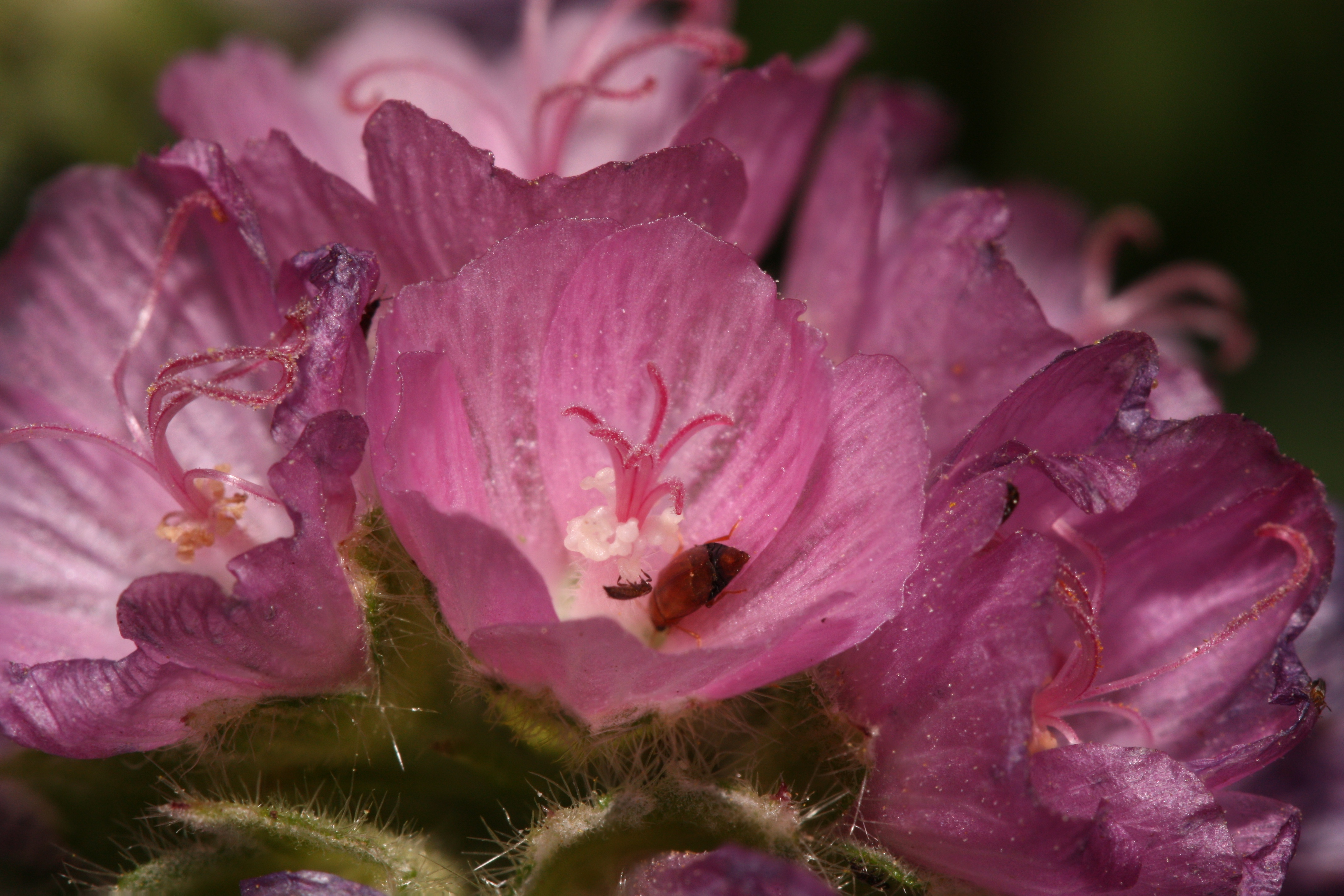
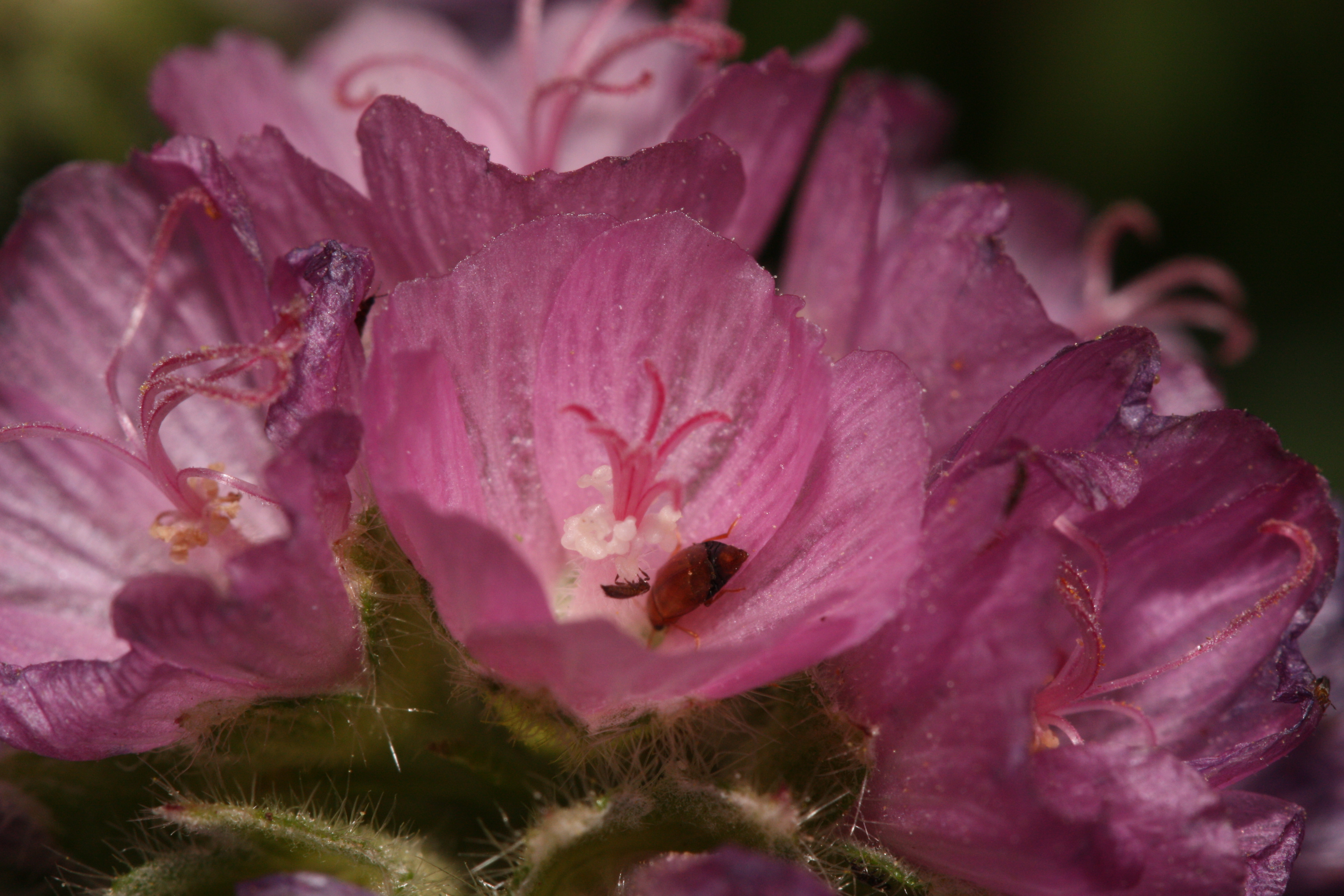
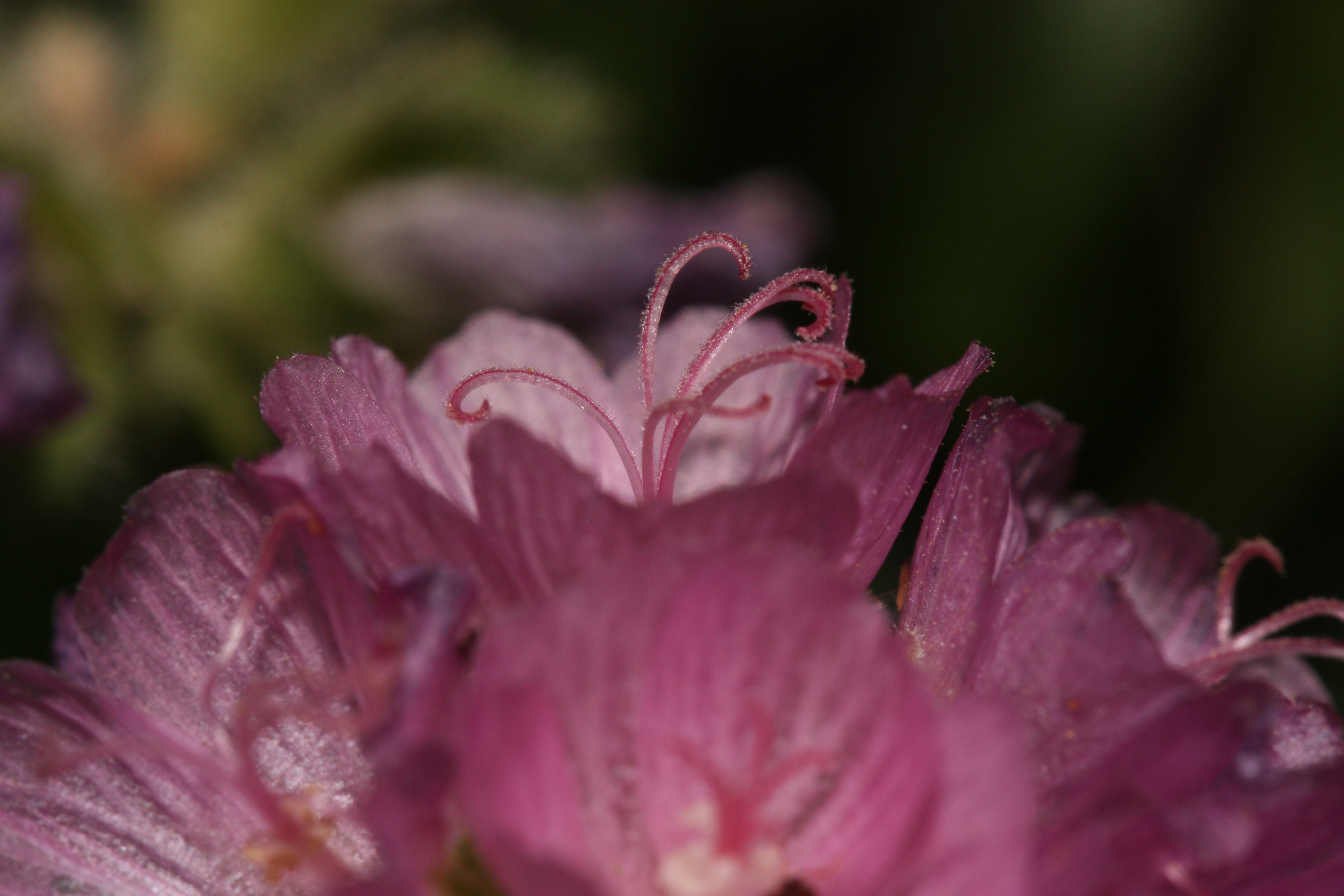
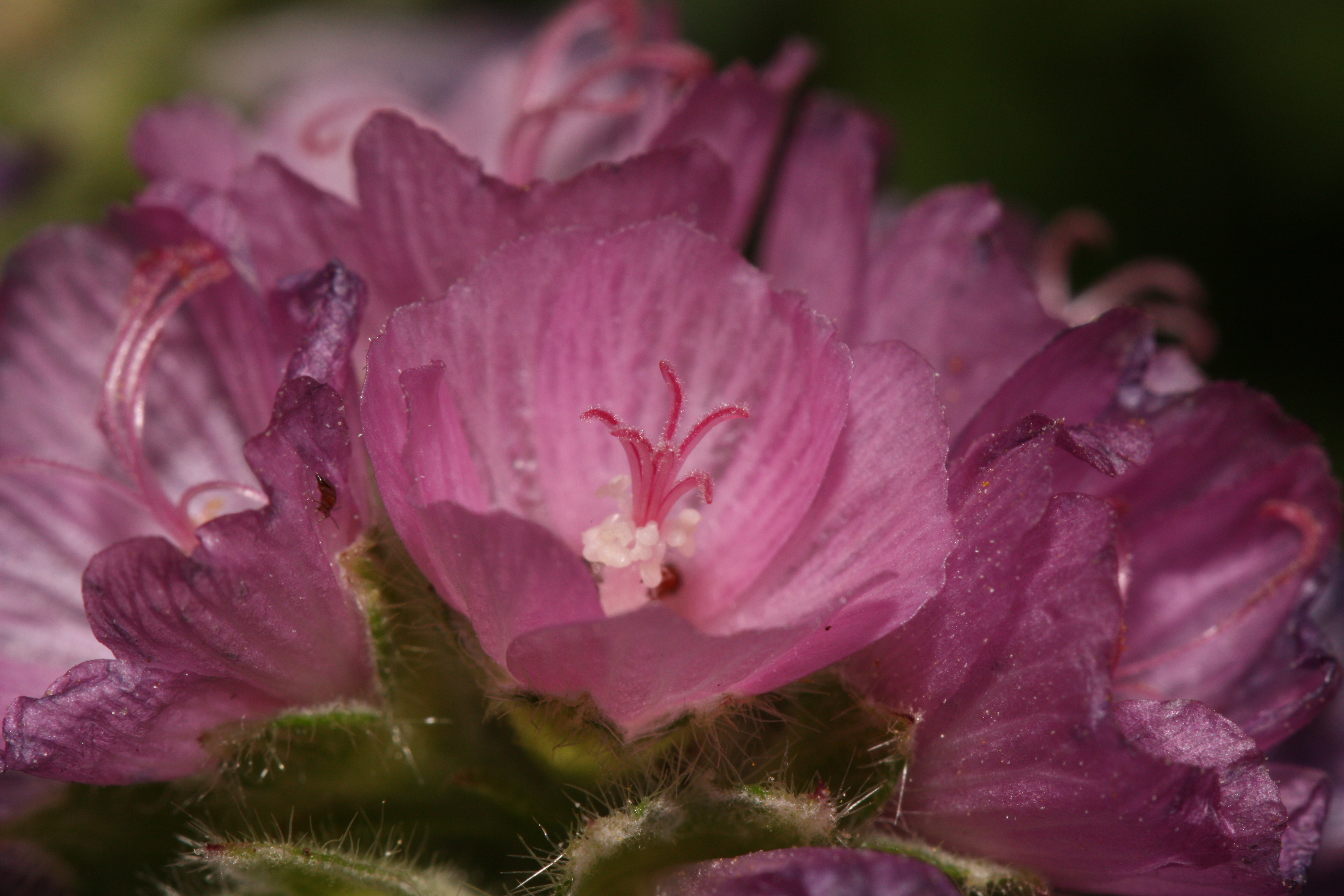